# Plounéour-Trez
Plounéour-Trez korábbi község Franciaországban, Finistère megyében. Lakosainak száma 1181 fő (2018. január 1.). Plounéour-Trez Brignogan-Plages, Kerlouan, Plouider és Goulven községekkel határos.
2017. január 1-jén Brignogan-Plages korábbi községgel egyesült és az így létrejött Plounéour-Brignogan-plages új község része lett.

## Népesség
A település népességének változása:
| Lakosok száma | 1583 | 1464 | 1338 | 1256 | 1173 | 1242 | 1249 | 1212 | 1187 | 1181 |
|               | 1968 | 1975 | 1982 | 1990 | 1999 | 2011 | 2013 | 2015 | 2017 | 2018 |